# Роже
Роже су насељено место у саставу града Триља, Сплитско-далматинска жупанија, Република Хрватска.

## Историја
До територијалне реорганизације у Хрватској налазиле су се у саставу старе општине Сињ.

## Становништво
На попису становништва 2011. године, Роже су имале 32 становника.
| Број становника по пописима | Број становника по пописима | Број становника по пописима | Број становника по пописима | Број становника по пописима | Број становника по пописима | Број становника по пописима | Број становника по пописима | Број становника по пописима | Број становника по пописима | Број становника по пописима | Број становника по пописима | Број становника по пописима | Број становника по пописима | Број становника по пописима | Број становника по пописима |
| --------------------------- | --------------------------- | --------------------------- | --------------------------- | --------------------------- | --------------------------- | --------------------------- | --------------------------- | --------------------------- | --------------------------- | --------------------------- | --------------------------- | --------------------------- | --------------------------- | --------------------------- | --------------------------- |
| 1857                        | 1869                        | 1880                        | 1890                        | 1900                        | 1910                        | 1921                        | 1931                        | 1948                        | 1953                        | 1961                        | 1971                        | 1981                        | 1991                        | 2001                        | 2011                        |
| 206                         | 0                           | 233                         | 203                         | 249                         | 233                         | 315                         | 337                         | 328                         | 351                         | 374                         | 329                         | 253                         | 247                         | 102                         | 32                          |

Напомена: У 1869. подаци су садржани у насељу Воштане. До 1931. исказивано као део насеља.

### Попис1991.
На попису становништва 1991. године, насељено место Роже је имало 247 становника, следећег националног састава:
| Попис 1991.‍ | Попис 1991.‍ | Попис 1991.‍ | Попис 1991.‍ | Попис 1991.‍ |
| ----------- | ----------- | ----------- | ----------- | ----------- |
|             |             |             |             |             |
| Хрвати      | Хрвати      |             | 243         | 98,38%      |
| непознато   | непознато   |             | 4           | 1,61%       |
| укупно: 247 |             |             |             |             |